# Солци
Солци (на руски: Сольцы) е град в Русия, административен център на Солецки район, Новгородска област. Населението на града към 1 януари 2018 година е 8803 души.